# Saint-Cernin (Lot)
Pour les articles homonymes, voir Saint-Sernin.
Saint-Cernin est une ancienne commune française, située dans le département du Lot en région Occitanie devenue, le 1er janvier 2016, une commune déléguée de la commune nouvelle des Pechs-du-Vers.

## Géographie

### Communes limitrophes
| Saint-Sauveur-la-Vallée (Cœur de Causse) | Soulomès     | Caniac-du-Causse                    |
| Saint-Martin-de-Vers (Les Pechs du Vers) | Saint-Cernin | Sénaillac-Lauzès                    |
|                                          | Lauzès       | Sabadel-Lauzès (par un quadripoint) |

## Toponymie
Le toponyme Saint-Cernin est basé sur l'hagiotoponyme chrétien Saturninus qui était un évêque de Toulouse.
En 1490 Saint-Cernin est appelé Saint-Cernin-de-Baneda.

## Politique et administration
| Période | Période  | Identité              | Étiquette | Qualité |
| ------- | -------- | --------------------- | --------- | ------- |
| 1790    | 1790     | Jean Alayrac          |           |         |
| 1790    | 1791     | Antoine Ganiavre      |           |         |
| 1791    | 1792     | Jean-pierre Lacaze    |           |         |
| 1792    | 1794     | Antoine Cosse         |           |         |
| 1794    | 1795     | Jean-pierre Lacaze    |           |         |
| 1795    | 1796     | Jean Alayrac          |           |         |
| 1796    | 1797     | Antoine Ganiavre      |           |         |
| 1797    |          | Jean-pierre Lacaze    |           |         |
| 1818    | 1830     | Jacques Mieulet       |           |         |
| 1830    | 1843     | Guillaume Lacaze      |           |         |
| 1843    | 1843     | Etienne Combes        |           |         |
| 1843    | 1846     | Jean-baptiste Alayrac |           |         |
| 1846    | 1852     | Etienne Combes        |           |         |
| 1852    | 1853     | Jean Martin           |           |         |
| 1853    | 1860     | Jean Baptiste Alayrac |           |         |
| 1860    | 1871     | Etienne Combes        |           |         |
| 1871    | 1874     | Philippe Veyssieres   |           |         |
| 1874    | 1876     | Julien Pech           |           |         |
| 1876    | 1891     | Frédéric Meulet       |           |         |
| 1891    | 1896     | Frédéric Cassang      |           |         |
| 1896    | 1904     | Jean Durand           |           |         |
| 1904    | 1905     | Frédéric Cassang      |           |         |
| 1905    | 1908     | Auguste Latour        |           |         |
| 1908    | 1912     | Jean Durand           |           |         |
| 1912    | 1919     | Auguste Pujol         |           |         |
| 1919    | 1927     | Baptiste Boudet       |           |         |
| 1927    | 1929     | Alphonse Alayrac      |           |         |
| 1929    | 1934     | René Dardenne         |           |         |
| 1934    | 1943     | Léon Senac            |           |         |
| 1943    | 1953     | Amédée Raffy          |           |         |
| 1953    | 1967     | Paul Delfau           |           |         |
| 1967    | 1995     | Jean Pechmalbec       |           |         |
| 1995    | 2014     | Raymond Paganel       |           |         |
| 2014    | En cours | Alain Marty           |           |         |

## Démographie
L'évolution du nombre d'habitants est connue à travers les recensements de la population effectués dans la commune depuis 1793. À partir du 1er janvier 2009, les populations légales des communes sont publiées annuellement dans le cadre d'un recensement qui repose désormais sur une collecte d'information annuelle, concernant successivement tous les territoires communaux au cours d'une période de cinq ans. 
Pour les communes de moins de 10 000 habitants, une enquête de recensement portant sur toute la population est réalisée tous les cinq ans, les populations légales des années intermédiaires étant quant à elles estimées par interpolation ou extrapolation. Pour la commune, le premier recensement exhaustif entrant dans le cadre du nouveau dispositif a été réalisé en 2007,.
En 2014, la commune comptait 280 habitants, en évolution de +41,41 % par rapport à 2009 (Lot : +0,05 %, France hors Mayotte : +2,49 %).
| 1793 | 1800 | 1806 | 1821  | 1831  | 1836  | 1841  | 1846  | 1851 |
| ---- | ---- | ---- | ----- | ----- | ----- | ----- | ----- | ---- |
| 808  | 961  | 961  | 1 017 | 1 040 | 1 022 | 1 043 | 1 040 | 979  |

| 1856 | 1861 | 1866 | 1872 | 1876 | 1881 | 1886 | 1891 | 1896 |
| ---- | ---- | ---- | ---- | ---- | ---- | ---- | ---- | ---- |
| 900  | 920  | 944  | 807  | 786  | 586  | 835  | 711  | 699  |

| 1901 | 1906 | 1911 | 1921 | 1926 | 1931 | 1936 | 1946 | 1954 |
| ---- | ---- | ---- | ---- | ---- | ---- | ---- | ---- | ---- |
| 556  | 568  | 509  | 414  | 375  | 340  | 304  | 282  | 268  |

| 1962 | 1968 | 1975 | 1982 | 1990 | 1999 | 2007 | 2012 | 2014 |
| ---- | ---- | ---- | ---- | ---- | ---- | ---- | ---- | ---- |
| 249  | 230  | 183  | 166  | 149  | 167  | 195  | 187  | 280  |

## Lieux et monuments
- L'église Saint-Cernin de Saint-Cernin a été restaurée, on peut y voir les peintures de Henri Petit (1830-1906)[8]
- La Cloche de l'église date de 1303.
- Une chapelle dédiée à saint Roch patron des carriers et des bergers en 1842 a été érigée dans le bourg.